# برج ويليس
برج ويليس (Willis Tower) هو ناطحة سحاب يقع في مدينة شيكاغو الأمريكية (الاسم المتعارف عليه كان برج سيرز Sears لكن في شهر مارس من 2009 تم تغيير الاسم إلى ويليس) وقد تم الانتهاء من بنائه سنة 1974 وكان عملية البناء قد بدأت 1971 واستغرقت ثلاث سنوات وتكلف 150 مليون دولار أمريكي. هو اليوم ثاني أعلى بناء في الولايات المتحدة الأمريكية بعد مركز التجارة العالمي 1 وكان أعلى مبنى في العالم منذ بنائه حتى 1998 عند افتتاح أبراج مركز مدينة كوالامبور.

## التصميم
خطرت لشركة سيرز فكرة بناء ناطحة سحاب في عام 1967 بعد تطورها وتكاثر المشاريع العالمية التي ستنجزها. قامت الشركة سيرز بدراسة بناء مبنى يتسع إلى ما يزيد عن 7000 موظف، كما توقعت أن يرتفع هذا العدد إلى إلى 000 ،13 موظف بحلول عام 1998.لاستعاب هذا العدد الكبير من الموظفين كانت المساحة المطلوبة يجب ألا تقل عن 000 ،110 قدم مربع، ولكن موقع المبنى لم يكن يكفي لبناء بناء بتلك الضخامة فعرض المهندس المصمم فزلور خان (Fazlur Khan) البنجلاديشي الأصل، الذي اشتهر ببنائه للعديد من ناطحات السحاب في مدينة شيكاغو، بناء تسعة مبانٍ منفصلة ولكنها متلاصقة فيما بينها في شكل حزمة. واجه المعماريون خلال عملية التصميم مشكلتين أساسيتين وهما الرياح والتكلفة. ففي الواقع فإن تكلفة المبنى ترتفع مع ارتفاعه وكلما زاد ارتفاعه زاد تعرضه للرياح القوية. قد يصيب عامل الريح العاملين في المبنى وخاصة في الأدوار العلية منه بالذعر وذلك لقوة الرياح بالمنطقة مما قد إلى ارتجاجه في الأعلى وإصدار صوت قوي وقد تؤثر هذه العوامل على لمرتاديه.
صمم المبنى على شكل تسع بنايات منفصلة بأطوال متباينة ولكنها متلاصقة على شكل أنابيب مجتمعة. كان التصميم الأصلي يتكون من خمسة عشر بناية إذ كانت هناك نية لإلحاق فندق بالبرج ولكن تم التخلي عن الفكرة. تتكون أقصر بناية من تسع وأربعين طابقا بينما يبلغ عدد طوابق أعلاها إلى مائة وعشر طوابق.يطل المبنى على عدة شوارع مما يجعل المبنى مختلفا من كل جهة. لأعلى المبنيين المكونان للبرج دور مهم وهو زيادة متانة المبنى لمقاومة الرياح الشديدة التي تشتهر بها المنطقة في ولاية شيكاغو حيث يتحمل كل مبنى جزءاً من الضغط الواقع على البرج كما أن قوة المباني المجتمعة يمكنها أن تقف في وجه أشد العواصف وأقواها كما يقول بروس جراهام منفذ المشروع.

## أرقام

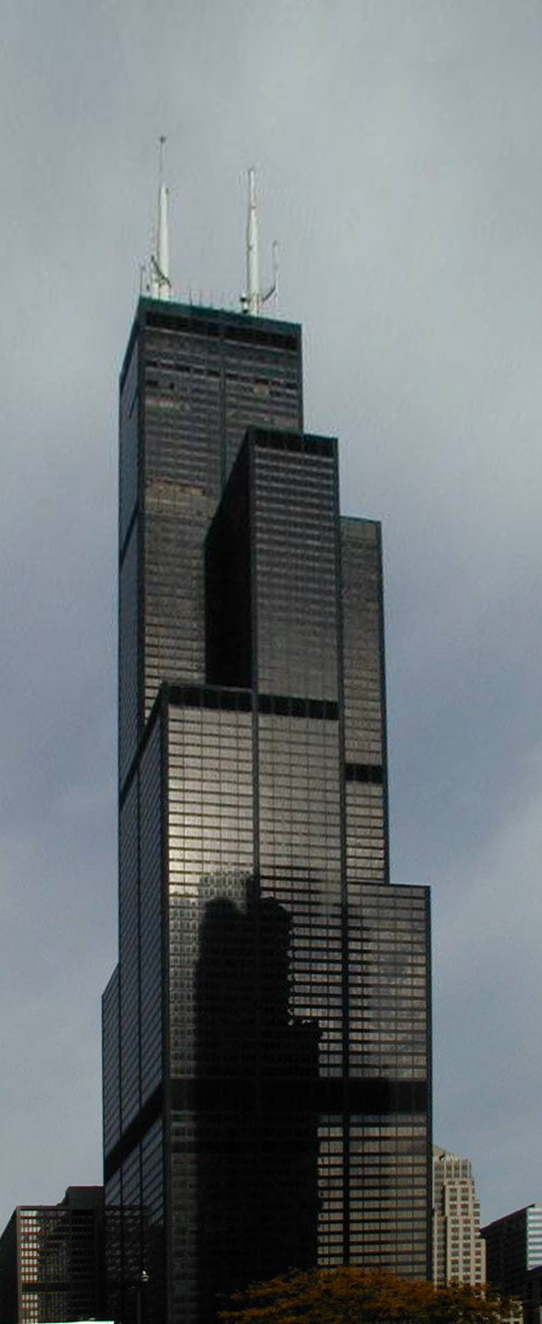
برج ويليس بشيكاغو

يصل عدد مصاعد المبنى إلى مائة وثلاثة مصاعد. ينقسم نظام النقل للمصاعد إلى ثلاثة أجزاء. يوجد مجموعة أولى من المصاعد لنقل الأشخاص حتى المنطقة التي تقع بين الطابق 33 و34 وتعتبر هذه المنطقة نقطة الانتقال الأولى. بعد ذلك تعمل مجموعة أخرى من المصاعد تقف ما بين الطابقين 66 و67، كما يوجد مصعدان يصعدان من الدور الأرضي إلى سطح البرج دون توقف. تعتبر المصاعد في برج سيرز من أسرع المصاعد المستخدمة في العالم حيث تعمل بمعدل سرعة يبلغ 1600 قدم في الثانية. يوجد سلم يربط بين الطابق الأرضي وأعلى طابق ويتكون من حوالي 2232 درجة.
يزور البرج ما يزيد عن 1.5 مليون زائر من جميع أنحاء العالم سنويا بمعدل ى 000 ،17 زائر يوميا.
استخدم في تجهيز المبنى حوالي 000 ،50 ميل من الأسلاك الكهربائية و 000 ،43 ميل من خطوط الهاتف وهذه المسافة تكفي للدوران حول الأرض. يوجد في المبنى 100 ،16 نافذة.
يمكن رؤية أربع ولايات مجاورة لولاية شيكاغو من فوق سطح المبنى وهي ولاية إنديانا وإلينوي وميشيجان وولاية ويسكونسن. كما يمكن رؤية المعالم السياحية التي تقع على مسافة تتراوح بين الاربعين والخمسين ميلا من على سطح البرج وذلك في الأيام التي تكون فيها السماء صافية.
يميل المبنى بمسافة تصل إلى 6 بوصات عن مركزه الأصلي.
كما أن هناك 6 ماكينات أوتوماتيكية مثبتة بسطح المبنى لتنظيف هذه النوافذ وتستخدم من 6 إلى 8 مرات سنويا.
أقل مستوى من الطوابق يوجد تحت الأرض بمسافة 48 قدم.
استخدم ما يزيد على 1600 شخص في بناء هذا المبنى.

## لقب أعلى مبنى في العالم

أعلى أبراج العالم

كان برج السيرز يعتبر أطول مبنى في العالم منذ بنائه حتى سنة 1998 عند افتتاح ابراج بتروناس بكوالا لمبور. يصل طول برج السيرز إلى 442 متر فحين يصل طول أبراج بتروناس إلى 452. تم احتساب طول برج السيرز من الدور الأرضي إلى السقف بينما احتسب طول برج بتروناس من الدور الأرض إلى قمة الهوائيات الموجودة أعلاها. لم تم احتساب طول برج السيرو من الدور الأرضي إلى قمة الهوئيات الموجودة في قمته لوصل طوله إلى 572.3 متر ولاحتقظ بلقبه كأعلى مبنى في العالم. ولكن لم يحتسب ارتفاع الهوئيات أعلاه على عكس أبراج ماليزيا لأن الهوئيات في الأخير هي جزء من تصميمه ولو حذفت لاختلف شكله وهذا غير صحيح بالنسبة لبرج السيرز. منذ سنة 2004 انتزع تايبي 101 لقب أعلى برج في العالم.

## المصدر
1. 1 2   http://www.skyscrapercenter.com/building/willis-tower/169. {{استشهاد ويب}}: |url= بحاجة لعنوان (مساعدة) والوسيط |title= غير موجود أو فارغ (من ويكي بيانات) (مساعدة)
2. 1 2  The tower has 108 stories as counted by standard methods, though the building's owners count the main roof as 109 and the mechanical penthouse roof as 110. Emporis.com Retrieved on June 7, 2008 نسخة محفوظة 17 مارس 2008 على موقع واي باك مشين.
3. ↑  "Welcome to Sears Tower (Chicago, Illinois)". Searstower.org. مؤرشف من الأصل في 2016-11-04. اطلع عليه بتاريخ 2009-09-14.
4. 1 2 3 4 5 6 7 8 9 10 11 12 13 14 15  أبراج سيرز شيكاغو من على موقع جريدة الجزيرة (تم التصفح في 18 جوان 2007) نسخة محفوظة 05 مارس 2016 على موقع واي باك مشين.